# Larry Keating
Larry Keating (13 de junio de 1899 – 26 de agosto de 1963) fue un actor cinematográfico y televisivo de nacionalidad estadounidense, conocido principalmente por sus papeles de Harry Morton en The George Burns and Gracie Allen Show, que interpretó entre 1953 y 1958, y de Roger Addison en Mister Ed, personaje al cual encarnó desde 1961 hasta su muerte en 1963.

## Biografía
Su nombre de nacimiento era Lawrence Keating, y nació en Saint Paul, Minnesota.
A finales de los años 1930, Keating creó y presentó Professor Puzzlewit, un programa concurso radiofónico emitido por la KMJ (AM) en Fresno (California).
En la siguiente década Keating fue locutor de la NBC, presentó el programa radiofónico de ABC This Is Your FBI (desde 1945 a 1953), y actuó de modo regular en la serie televisiva The Hank McCune Show. Keating fue el actor que más tiempo interpretó a Harry Morton en el programa televisivo The George Burns and Gracie Allen Show, encargándose del personaje en 1953, tras haberlo interpretado Fred Clark, continuando con el papel en la secuela The George Burns Show.
Keating también fue Roger Addison, actuando junto a Alan Young, en la serie televisiva Mister Ed, interpretando al personaje desde 1961 hasta su muerte en 1963. Entre las últimas películas de Keating figuran The Mating Season (1951), When Worlds Collide (1951), Monkey Business (1952), y Inferno (1953).
En febrero de 1963, durante el rodaje de la tercera temporada de Mister Ed, a Keating le diagnosticaron una leucemia. A pesar de la enfermedad, él volvió a la serie cuando se empezaba el rodaje de la cuarta temporada. Rodó tres episodios y trabajó hasta la semana anterior a su muerte, ocurrida el 26 de agosto de 1963 en Hollywood, California. Fue enterrado en el Cementerio Mount Calvary de Portland, Oregón.

## Selección de su filmografía
- Song of the Sarong (1945)
- Whirlpool (1949)
- Dancing in the Dark (1949)
- When Willie Comes Marching Home (1950)
- Mother Didn't Tell Me (1950)
- Ma and Pa Kettle Go to Town (1950)
- I Was a Shoplifter (1950)
- Stella (1950)
- My Blue Heaven (1950)
- Mister 880 (1950)
- Right Cross (1950)
- Three Secrets (1950)
- The Mating Season (1951)
- Bright Victory (1951)
- Follow the Sun (1951)
- Francis Goes to the Races (1951)
- Bannerline (1951)
- Come Fill the Cup (1951)
- When Worlds Collide (1951)
- Too Young to Kiss (1951)
- The Light Touch (1951)
- About Face (1952)
- Glory Alley (1952)
- Carson City (1952)
- Monkey Business (1952)
- Something for the Birds (1952)
- Above and Beyond (El Gran Secreto) (1952)
- She's Back on Broadway (1953)
- Inferno (1953)
- A Lion Is in the Streets (1953)
- Give a Girl a Break (1953)
- Gypsy Colt (1954)
- Daddy Long Legs (1955)
- Melodía inmortal (1956)
- The Best Things in Life Are Free (1956)
- The Buster Keaton Story (1957)
- The Wayward Bus (1957)
- Stopover Tokyo (1957)
- ¿Quién era esa chica? (1960)
- Boys' Night Out (1962)
- Mister Ed (serie TV, 1961-1963)
- The Incredible Mr. Limpet (1964)